# Schmidtiana strumosa
Schmidtiana strumosa är en skalbaggsart som först beskrevs av Francis Polkinghorne Pascoe 1866.  Schmidtiana strumosa ingår i släktet Schmidtiana och familjen långhorningar. Inga underarter finns listade i Catalogue of Life.